# Axel Miller
Axel Miller (Ukkel, 20 februari 1965) is een Belgisch bestuurder en voormalig advocaat en bankier. Hij werd bekend als topman bij Dexia tijdens de kredietcrisis van 2008.

## Levensloop
Miller studeerde rechten aan de Université libre de Bruxelles en startte een carrière als zakenadvocaat, eerst bij Stibbe Simont Monahan Duhot en vervolgens bij Clifford Chance.

### Dexia, Petercam en D'Ieteren
In mei 2001 ging Miller aan de slag bij de Franse bank-verzekeraar Dexia. Hij werd lid van het directiecomité van Dexia en in januari 2003 werd hij in opvolging van Luc Onclin CEO van Dexia Bank België. In januari 2006 werd Miller CEO van Dexia in opvolging van Pierre Richard. Stefaan Decraene volgde hem als CEO van Dexia Bank België op. Eind 2008 werd hij gedwongen ontslag te nemen nadat de bank in de problemen was gekomen door haar blootstelling aan rommelhypotheken. De bank werd om een faillissement te vermijden door de Belgische staat overgenomen. Pierre Mariani volgde hem als CEO van Dexia op.
In januari 2007 werd hij uitgeroepen tot Franstalig Manager van het Jaar 2006.
In juni 2009 werd Miller vennoot van beurshuis Petercam. In april 2012 stapte hij op als topman van Petercam. Hij werd er opgevolgd door Xavier Van Campenhout. In augustus 2013 werd hij CEO van autodienstengroep D'Ieteren. Miller zetelde reeds sinds mei 2010 als onafhankelijk bestuurder bij het bedrijf. Onder zijn leiding verkocht D'Ieteren het belang van 40% in Belron en nam het de Italiaanse schriftjesmaker Moleskine over. In april 2019 verliet Miller D'Ieteren. Bij zijn ontslag kreeg hij een vertrekpremie van 1,8 miljoen euro.

### MR
In januari 2020 werd Miller aangesteld als hoofd van het Centre Jean Gol, de studiedienst van de Franstalige liberale partij MR. Hij werd ook kabinetschef van partijvoorzitter Georges-Louis Bouchez. In maart 2025 volgde Rudy Aernoudt hem als kabinetschef van Bouchez op. Miller werd vervolgens speciaal adviseur van de voorzitter.
Namens de MR bekleedt hij ook enkele bestuursmandaten. Hij is vicevoorzitter van de Waalse arbeidsbemiddelaar Forem en sinds eind 2024 bestuurder van de Franstalige openbare omroep RTBF.

### Overige mandaten
Miller is tevens lid van de raden van bestuur van mineraalwaterproducent Spadel, brouwerij Duvel Moortgat en kalkproducent Carmeuse, waar hij sinds 2008 ook voorzitter van de raad van bestuur is. Sinds 2023 is hij lid van de Hoge Raad van Financiën, afdeling Financieringsbehoeften. Van 2011 tot 2015 was hij tevens voorzitter van mediagroep IPM.